# نسيمة دوب
نسيمة دوب (من مواليد 24 ديسمبر 1980) هي لاعبة  كرة يد جزائرية . كانت جزءًا من المنتخب الوطني الجزائري . كما أنها مثلت الجزائر في بطولة العالم للسيدات 2013 لكرة اليد في صربيا، حيث احتل الفريق الجزائري المركز 22.